# Pöytäsaari (ö i Nyland)
Pöytäsaari är en ö i Finland. Den ligger i sjön Kilpijärvi och i kommunen Mäntsälä i den ekonomiska regionen  Helsingfors  och landskapet Nyland, i den södra delen av landet, 60 km norr om huvudstaden Helsingfors. Öns area är 0,4 hektar och dess största längd är 140 meter i sydöst-nordvästlig riktning.